# Blanquense
La etapa norteamericana de Blanquense en la escala de tiempo geológico es la etapa de la fauna de América del Norte según la cronología de las edades de los mamíferos terrestres de América del Norte (NALMA), que se establece típicamente entre 4 750 000 y 1 806 000 años AP, un período de 2,944 millones de años. Por lo general, se considera que comienza en el Plioceno temprano-medio y termina en el Pleistoceno temprano. El Blancan es precedido por el Hemfiliano y seguido por el Irvingtonianiense NALMA.
Como se define habitualmente, corresponde a las etapas de Zancliense medio a Piacenziano y Gelasiano en Europa y Asia. En California, el Blanquense corresponde aproximadamente a mediados Delmontian a través de Repettian y Venturian a la muy temprana Wheelerian . Las etapas contemporáneas australianas son desde mediados de Cheltenham hasta Kalimnan y Yatalan. En Nueva Zelanda, el Opoitian comienza aproximadamente al mismo tiempo y el Blanquense es más coetáneo con el Waipipian y Mangapanian . Siguiendo esas etapas hasta el Nukumaruan temprano . Finalmente, en Japón, el Blanquense comienza coetáneo con el fallecido Yuian, corre junto al Totomian y Suchian y termina poco después del inicio del Kechienjian .

## Problemas de citas
La fecha de inicio del Blanquense no se ha establecido completamente. Existe un acuerdo general de que está entre 4,9 y 4,3 millones de años (hace millones de años). La base de datos GeoWhen, a menudo citada, la sitúa en 4,75 millones de años.
Existe un desacuerdo aún mayor sobre el final del Blanquense. Algunos estratígrafos defienden la fecha de 1.808 mya que se corresponde mejor con el final del Plioceno y el comienzo del Pleistoceno (1.808 mya). Esto concuerda con la extinción del conjunto de fauna de Borophagus, Hypolagus, Paenemarmota, Plesippus, Nannippus y Rhynchotherium entre 2,2 y 1,8 Ma. Otros paleontólogos encuentran continuidad en los conjuntos de fauna , bien entrado el Pleistoceno, y abogan por una fecha de finalización de 1,2 Ma. Esto se corresponde con la extinción de los estegomastodontes y especies relacionadas y la aparición de mamuts en el sur de América del Norte.

## Fauna
La mitad del Blanquense, alrededor de 2,7 Ma, es cuando se restableció la conexión del puente terrestre entre América del Norte y América del Sur y aparecieron taxones como perezosos y gliptodontes en América del Norte en el apogeo del Gran Intercambio Americano .

### Mamíferos notables
Artiodactyla - ungulados de dedos pares
- Platygonus , pecaríes
- Carnivora - carnívoros
- Borophagus, perros que trituran huesos
- Canis, lobos
- Chasmaporthetes, hienas
- Hesperocyoninae, carnívoros similares a perros
- Machairodontinae , gatos dientes de sable
- Lynx, linces
- Ursus, osos
- Lagomorpha - lagomorfos
- Hypolagus, conejos

Perissodactyla - ungulados de dedos impares
- Nannippus, caballos
- Plesippus, caballos - pueden pertenecer a Equus

Proboscidea - elefantes , mastodontes
- Rhynchotherium,  gonfotéridos
- Stegomastodon,  gonfotéridos
- Rodentia - roedores
- Paenemarmota, marmotas gigantes

### Aves notables
Cathartidae - Buitres del Nuevo Mundo
- Sarcoramphus kernense, Buitre Kern

Charadriiformes
- Scolopacid

Falconiformes
- Falco sp., Un halcón
- Paseriformes
- Córvido arcaico (urraca)